# Ян Кашпар
Ян Ка́шпар (чеськ. Jan Kašpar; *20 травня 1883, Пардубиці — 2 березня 1927, там же) — чеський інженер, авіаконструктор, піонер чеської авіації.

## З життєпису
Після закінчення машинобудівного Вищого технічного навчального закладу в Празі 1908 року вступив на роботу до німецької фірми «Baase & Selve — прокатні алюмінієві заводи». Разом з роботою конструював власний повітряний літальний апарат.
Протягом року жив у Німеччині, потім повернувся назад до Пардубиць. Тут разом із двоюрідним братом Евженом Чигаком почав працювати в місті Млада Болеслав на фірмі «Лаурін і Клемент». Саме тут брати ознайомилися з конструкцією та виробництвом авіадвигунів.
Восени 1909 року вони розпочали будівництво власного аероплана з власним же двигуном. Перша спроба здійняти аероплан у повітря була невдалою, — Ян Кашпар у сутінках розбив його.
Після цього інженер вирушив до Парижа, де власним коштом і на позику від батька придбав новий аероплан фірми Блеріо і незабаром після повернення на батьківщину, за містом почав здійснювати випробувальні польоти.
Першою машиною Кашпара став моноплан, скопійований із французького літака Antoinette.
16 квітня 1910 року Ян Кашпар здійснив свій політ на відстань 2-х кілометрів. Цей день власне і вважається днем виникнення чеської авіації. 23 жовтня о 16 год. авіатор здійснив показовий політ у м. Черновиц (тепер м. Чернівці, Україна). Інж. Кашпар злетів на своєму “Блеріо” на висоту 30 м. Аероплан здійснив горизонтальний політ вздовж літовища під оплески численних глядачів. Буковинці нарешті отримали можливість побачити і відчути те саме, що і мільйони інших людей у Європі. Це була грандіозна подія в історії Буковині.
За рік, 13 травня 1911 року Кашпар здійснив свій історичний політ з Пардубиць до Праги на аероплані Блеріо. Цей літак він у 1913 році подарував Національному технічному музею у Празі.
Того ж року почались успішні польоти Яна Кашпара, власне він здійснив перший політ з пасажиром.
На початку Першої світової війни пілот перестав займатися авіаконструюванням. Після війни залишившись без засобів до існування, з чималими боргами, всіма забутий і нездоровий душевно, 2 березня 1927 року наклав на себе руки.
Ян Кашпар є першим пілотом та першим успішним авіаконструктором Чехії. Його новаторські політи започаткували чеську авіацію.